# The Waif and the Wizard
The Waif and the Wizard er en britisk stumfilm fra 1901 af Walter R. Booth.